# Claude Thouvenot
Pour les articles homonymes, voir Thouvenot.
 (avril 2012).
Si vous disposez d'ouvrages ou d'articles de référence ou si vous connaissez des sites web de qualité traitant du thème abordé ici, merci de compléter l'article en donnant les références utiles à sa vérifiabilité et en les liant à la section « Notes et références ».
Claude Thouvenot, né le 5 avril 1929 à La Chapelle-aux-Bois (Vosges) et mort le 15 septembre 2020 à Villers-lès-Nancy en Meurthe-et-Moselle, est un géographe français spécialiste de la géographie alimentaire, dont il a été un des pionniers après Max Sorre.

## Biographie
Certifié puis agrégé de géographie en 1963, il soutient son doctorat sur les Habitudes alimentaires dans la France du Nord-Est en 1975. Il rentre au CNRS en 1969 où il deviendra directeur de recherche.
Lors de sa retraite, il anime l'association Passerelles, qui valorise les produits du terroir lorrain. 